# Przysłup (szczyt w Górach Słonnych)
Przysłup (658 m n.p.m.) – szczyt w Górach Słonnych, należących do Gór Sanocko-Turczańskich.
Jest niewybitną kulminacją głównego grzbietu Gór Słonnych, położoną na wschód od przełęczy Przysłup (620 m n.p.m.). Grzbiet jest tu wyrównany, występuje w pobliżu wiele szczytów o wybitności zaledwie kilku metrów, np. na wschód od Przysłupu znajduje się bezimienny wierzchołek 666 m n.p.m. Stoki Przysłupu są zalesione; z południowego zbocza odgałęzia się grzbiet, rozwidlający się następnie na dwie odnogi, z których zachodnia kulminuje w Paproci (503 m n.p.m.).

## Szlaki turystyczne
czerwony Sanok – Przemyśl na odcinku przełęcz Przysłup (620 m n.p.m.) – Przysłup (658 m n.p.m.) – Słonny (668 m n.p.m.)
 zielony Załuż – Przysłup (658 m n.p.m.)